# Digital Light Processing

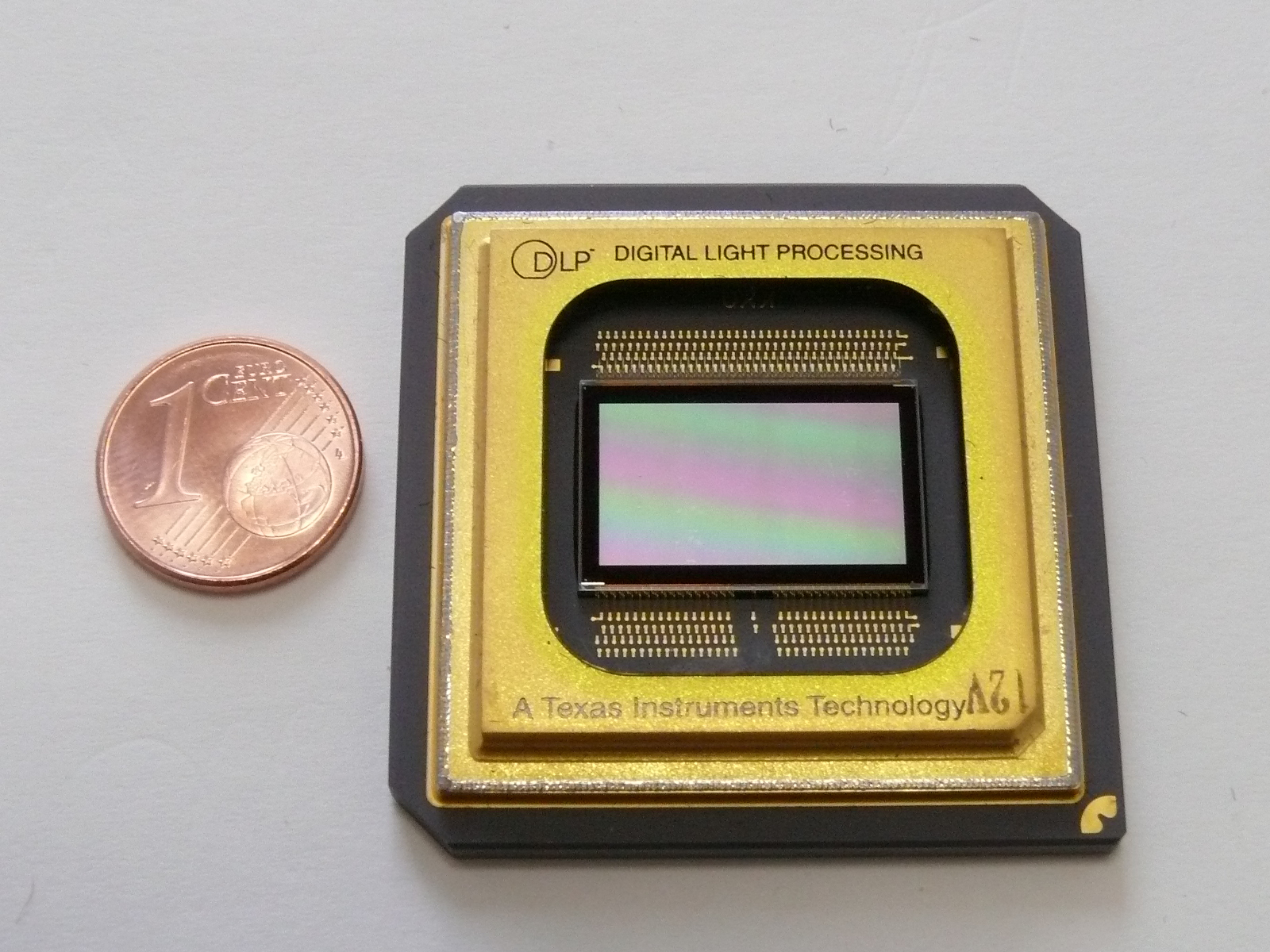
Mikrospiegelarray (DLP-Chip) von Texas Instruments im Gehäuse
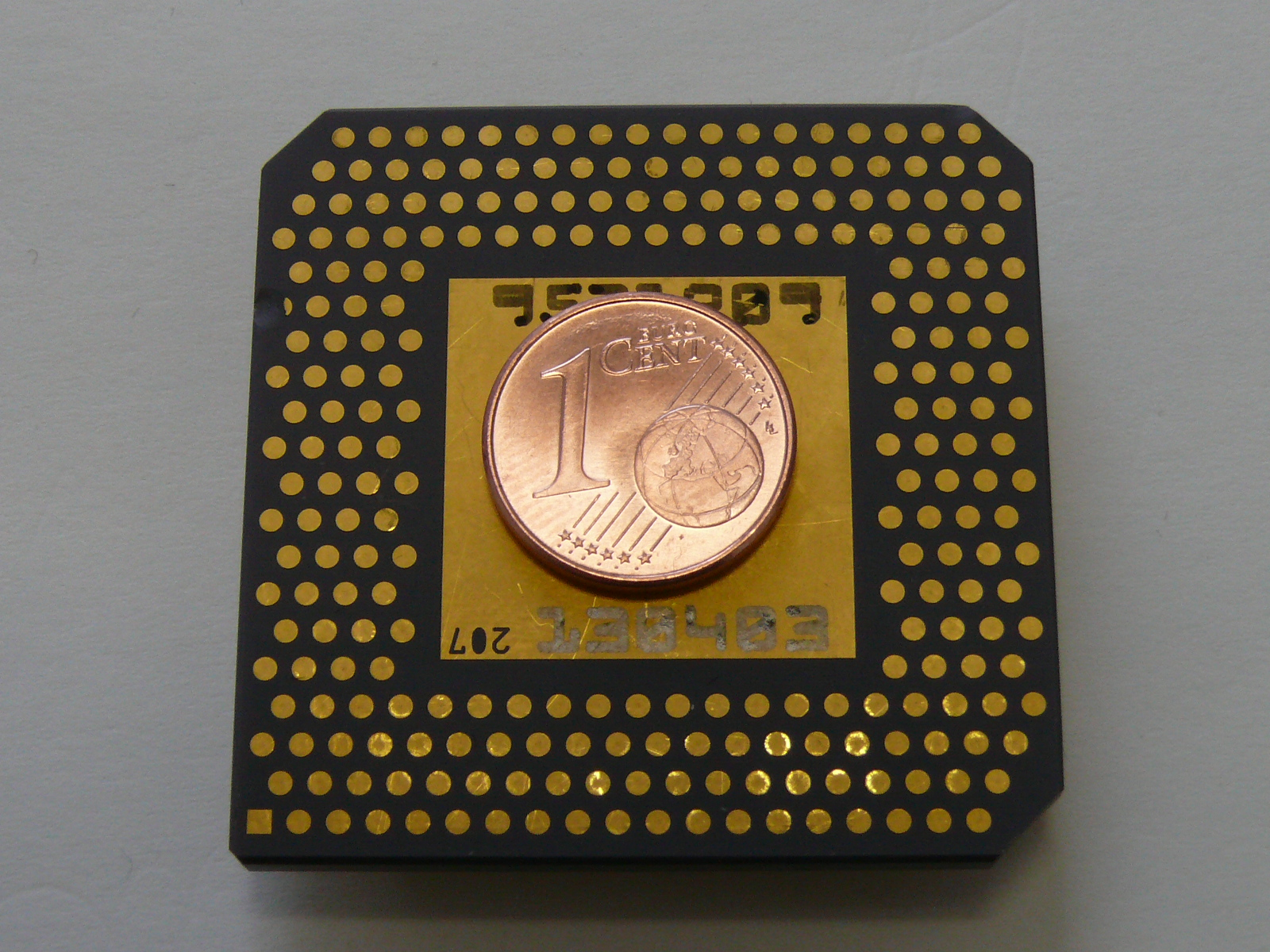
Rückseite des Gehäuses mit Anschlusskontakten

Digital Light Processing (DLP, englisch) ist eine von dem US-Unternehmen Texas Instruments (TI) entwickelte und als Marke registrierte Projektionstechnik, bei der Bilder erzeugt werden, indem ein digitales Bild auf einen Lichtstrahl aufmoduliert wird. Dabei wird der Lichtstrahl durch eine rechteckige Anordnung von beweglichen Mikrospiegeln in Pixel zerlegt und dann pixelweise entweder in den Projektionsweg hinein oder aus dem Projektionsweg hinaus reflektiert.

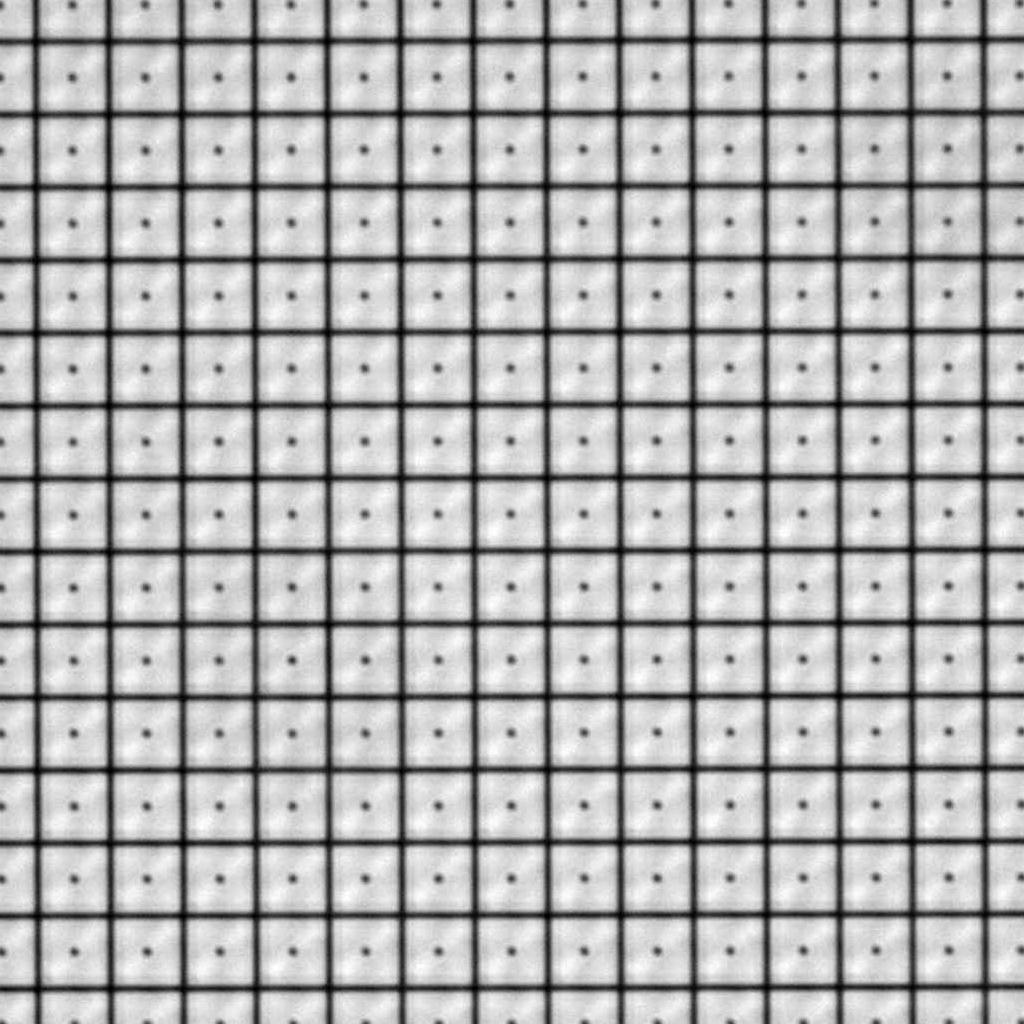
Vergrößerter Ausschnitt (zirka 0,2 mm mal 0,2 mm) eines DLP-Chips mit zirka 13 µm mal 13 µm großen, quadratischen Mikrospiegeln in jeweils vierzehn Reihen und Spalten

Das Herzstück dieser Technik, das Bauteil, das die rechteckige Anordnung (Matrix) von Spiegeln und deren Ansteuerungstechnik enthält, wird als DMD – Digital Micromirror Device (zu deutsch etwa „Digitale Mikrospiegel-Einheit“) bezeichnet.
Im Gegensatz zu anderen Verfahren, bei denen ein reales Bild oder ein realer Gegenstand unmittelbar auf optischem Wege abgebildet wird, wird hier – ähnlich wie bei der Laserprojektion – das Bild optisch erst innerhalb des Projektionsweges erzeugt. Deshalb handelt es sich streng genommen nicht um eine Projektion wie sie in der physikalischen Optik definiert wird.
DLP findet beispielsweise für Videoprojektoren und Rückprojektionsbildschirme im Heimkino- und Präsentationsbereich Verwendung; und unter der Bezeichnung „DLP-Cinema“ im Digitalkino-Bereich. Die Technik wurde an verschiedene Hersteller von Projektoren lizenziert. DLP wird aber auch im industriellen Bereich für die Additive Fertigung eingesetzt. Des Weiteren findet die Technik kommerzielle Verwendung in Mikroskopen für die neurowissenschaftliche Forschung zur optogenetischen Kontrolle der Aktivität von Nervenzellen durch Photostimulation.

## Digital Micromirror Device

Prinzipielle Funktionsweise eines einzelnen Spiegels in einem DMD. Der zweite Pfeil von Links zeigt den Strahlengang des Ausfalllichts in Ruhestellung des Spiegels ohne anliegende Spannung.

Zentraler Bestandteil von DLP-Projektoren ist ein Digital Micromirror Device (DMD) genanntes Mikrosystem. Dabei handelt es sich um einen Spatial Light Modulator, (SLM dt. Flächenlichtmodulator). Dieser besteht aus matrixförmig angeordneten Mikrospiegelaktoren, das heißt verkippbar spiegelnden Flächen mit einer Kantenlänge von etwa 16 µm. Die Bewegung wird in handelsüblichen Systemen durch die Kraftwirkung elektrostatischer Felder hervorgerufen. Jeder Mikrospiegel lässt sich in seinem Winkel einzeln verstellen und besitzt in der Regel zwei stabile Endzustände, zwischen denen er innerhalb einer Sekunde bis zu 5000 mal wechseln kann. Die Anzahl der Spiegel entspricht der Auflösung des projizierten Bilds, wobei ein Spiegel ein oder mehrere Pixel darstellen kann. Seit 2010 sind DMD-Chips mit Auflösungen bis zu 4096 × 2160 Pixel (4K) erhältlich.
Seit der Einführung der DMD-Technik war ein wichtiger Aspekt der Weiterentwicklung der Technik, neben einer Erhöhung der Auflösung eine Verbesserung des Kontrastes. Hierzu wurden bis ca. 2002 insbesondere zwei Verbesserungen entwickelt, die als „small rotated via“ (SRV) und „small mirror gap“ (SMG) bezeichnet werden. Der Via ist die Röhren-Struktur, die die Spiegel mit dem Unterbau verbindet. Hier hat eine Verkleinerung dieses hohlen Bauteils zu weniger Reflexionen/Streulicht und damit zu einer 50-prozentigen Verbesserung des Kontrastes geführt. Das zwischen die Spiegel fallende und vom Unterbau reflektierte Licht konnte durch eine Verkleinerung der Abstände zwischen den Spiegel mittels SMG reduziert werden (30 % Kontraststeigerung), was zugleich das Füllverhältnis verbesserte. Schließlich wurde eine neue, anorganische Beschichtung des metallischen Unterbaus namens „Dark Metal 3“ eingeführt. Eine weitere Änderung zur Kontrastverbesserung war die Vergrößerung des Kippwinkels der Spiegel von 10° auf 12°.
Diese Verbesserungen wurden anscheinend in den im Jahr 2004 vorgestellten „Darkchip 2“ integriert. Der nachfolgende, 2005 eingeführte „Darkchip 3“ setzte die obigen Maßnahmen fort. Der Ende 2007 vorgestellte „Darkchip 4“ schließlich brachte nach Angaben von Texas Instruments einen weiteren Zuwachs beim Kontrast von 30 % durch Fortschritte bei der Lithografie und weiteren Prozessänderungen. Im Jahr 2011 finden sich auf dem Markt mehrheitlich Modelle mit dem Darkchip 2 oder dem Darkchip 3; der Darkchip 4 fand weniger Verbreitung.
Im Herbst 2015 stellte Texas Instruments einen neuen DMD mit einer Auflösung von 4 Millionen Bildpunkten bei einer Diagonale von 0,7 Zoll für preisgünstige 4K-Projektoren vor. Der Chip wird durch einen Mechanismus zwischen zwei Positionen hin und her bewegt, um die bei 4K vorhandenen 8 Millionen Bildpunkte in jeweils zwei versetzten Teilbildern darstellen zu können.
Faktoren, die den Kontrast eines bestimmten Projektors mitbestimmen, sind neben dem eigentlich DMD u. a. auch die verwendete Iris, der Lichterzeugungs- und Bündelungsteil, die Lichtfalle (Absorber) für das abgelenkte Licht sowie die Vergütung und Reflexionsarmut von Glas- und anderen Oberflächen im Objektiv.

## Bilderzeugung

Ein Zyklus eines DMD mit zwei beispielhaften Helligkeiten

Verschiedene Helligkeitsstufen der einzelnen Bildpunkte werden über eine binäre pulsweitenmodulierte Ansteuerung der Spiegel erzeugt. Zur Darstellung von zum Beispiel 32 (= 25) Helligkeitsstufen werden 5 Zustände benötigt. Diese unterscheiden sich dadurch, wie lange der DMD geschaltet ist (siehe auch Binärcode und Dualsystem). Beim ersten Zustand (Bit 0) ist der Spiegel die kürzest mögliche Zeit an oder aus (1 oder 0). Beim nächsten Zustand (Bit 1) verdoppelt sich die Zeit und so weiter. Die Gesamtzeit für einen Zyklus beträgt damit bei 5 Bit insgesamt 496 µs. Das Prinzip ist in nebenstehender Zeichnung illustriert. In der Praxis wird für eine visuell bessere Darstellung eine leicht modifizierte Ansteuerung verwendet. Alle Bits außer Bit 0 und 1 werden dabei in einzelne Abschnitte unterteilt, die über den Gesamtzyklus verteilt werden (sogenannte Bitaufteilung). Dies entspricht in etwa der Pulsdichtemodulation.

## Farbdarstellung
Da die DMD-Chips das weiße Licht der Projektionslampe reflektieren, sind für ein farbiges Bild zusätzliche Schritte erforderlich. Dafür gibt es die folgenden zwei Möglichkeiten: die Ein-Chip- und die Drei-Chip-Technik.

### Ein-Chip-Technik

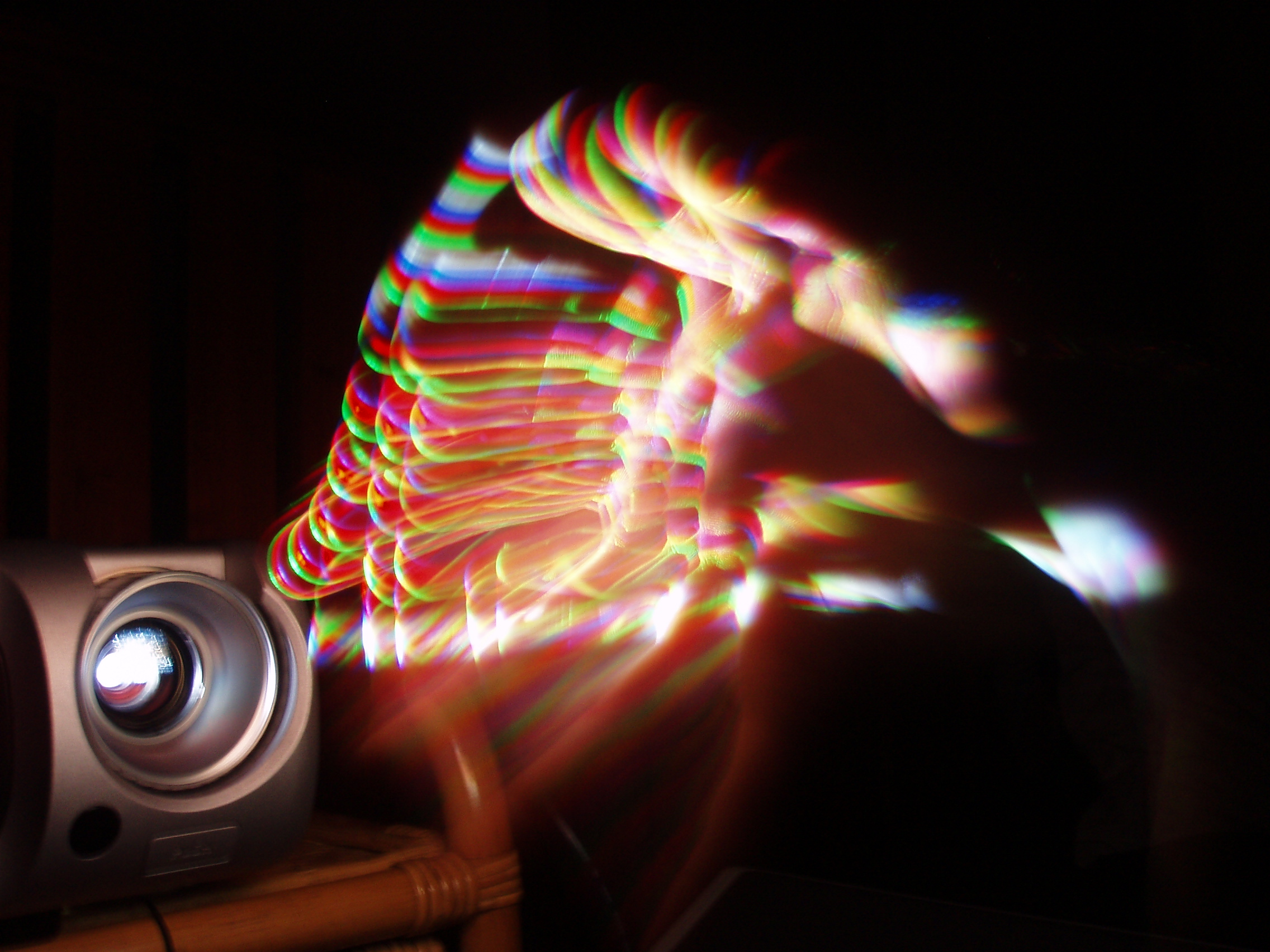
Einzelfarben des DLPs an dem bewegten Finger zu erkennen.

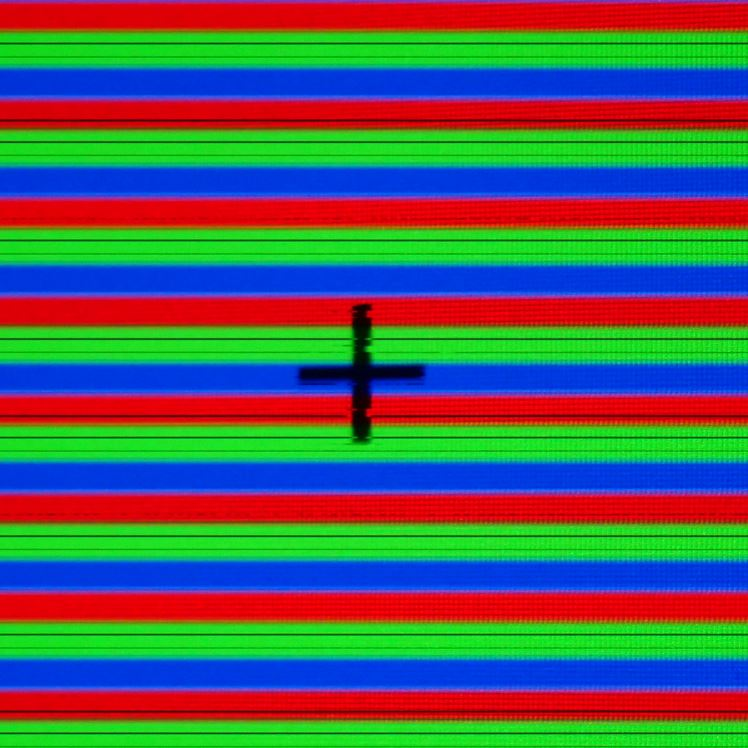
Kurzbelichtung (1/16000 Sekunde pro Zeile) mit Rolling-Shutter-Effekt der Projektion einer weißen Fläche mit einem schwarzen Kreuz in der Mitte mit einem DLP-Gerät mit rotierendem Farbrad. Zu einem Zeitpunkt, also während der Aufnahme einer Bildzeile, wird immer nur eine der drei Primärfarben projiziert.

Bei einem Projektor in Ein-Chip-Technik (auch Monochiptechnik genannt) wird in den Lichtweg vor dem DMD-Chip ein Farbrad geschaltet, auf dem Farbfilter der Grundfarben (in der Regel rot, grün und blau, teilweise aber auch noch weitere) rotieren. Um bessere Helligkeitswerte im Weißen zu erreichen, kann dem Farbrad auch noch ein weißer Sektor hinzugefügt werden. Mit der Position des Farbfilters wechselt die Elektronik das Teilbild, das vom DMD reflektiert wird. Aufgrund der Drehgeschwindigkeit des Farbrads und der Trägheit des menschlichen Auges werden die Teilbilder zu einem farbigen Bildeindruck addiert. Da die Erkennungsfrequenz von Mensch zu Mensch verschieden ist, gab es vor allem bei den ersten Modellen (x1) Berichte über einen sogenannten Regenbogeneffekt, der dann eintrat, wenn der Betrachter die einzelnen Farben wahrnimmt. Daher wurde in einem ersten Schritt die Umdrehungszahl des Rades verdoppelt (x2) und bei neueren Modellen die Farbsegmente von 4 (RGB und Weiß) auf 7 (2×RGB und 1×Weiß) erhöht (x4).
Ein dunkelgrüner Sektor scheint Farbrauschen in dunklen Bildbereichen entgegenwirken zu können.
Um den Gamut und die Bildhelligkeit (bis 50 % Luminanz-Gewinn) zu vergrößern, bietet Texas Instruments seit ca. 2005 eine unter der Bezeichnung „BrilliantColor“ vermarktete Technologie an, bei der die Koordination zwischen den Spiegelschaltungen des DMDs und dem Farbrad mehr Möglichkeiten gestattet. Ursprünglich waren Farbräder mit drei gleich großen Farbsegmenten in Rot, Grün und Blau vorgesehen. Jedoch brachte diese Beschränkung mit sich, dass besonders kräftige Farbtöne in den dazwischen liegenden Farben, z. B. gelb, nicht korrekt dargestellt werden konnten. Zudem brachte das Filtern derjenigen Teile des Lichtspektrums der Lampe, die nicht rot, grün oder blau sind, einen Helligkeitsverlust mit sich. BrilliantColor ermöglichte demgegenüber die Verwendung von Farbrädern mit mehr Segmenten und in zusätzlichen Farben. In der ursprünglichen Variante waren dies, zusätzlich zu den obigen Grundfarben, Cyan, Magenta und Gelb (vgl. CMYK), allerdings variieren einige Hersteller die Farben und lassen z. B. Magenta zugunsten eines weißen Sektors weg. BrilliantColor ermöglicht eine flexible Auswahl an Farbsegmenten, z. B. auch RGBRGB. Selbst bei Verwendung solcher Farbräder ist noch ein vergrößerter Farbraum darstellbar, da BrilliantColor es gestattet, den Übergangsbereich zwischen zwei Farbsegmenten, bei dem also zwei angrenzende Segmente gleichzeitig den DMD „überstreichen“, zur Farbmischung auszunutzen. Ursprünglich eine teure Technik, inkorporierte Texas Instruments die BrilliantColor-Ansteuerung ab 2007 in preisgünstigere Chipsätze, sodass die Technik inzwischen breite Verwendung findet.
Ein grundlegendes Problem bei Anzeigegeräten (nicht nur Projektoren, sondern auch Fernsehern) mit einem erweiterten Farbraum wie bei BrilliantColor ist jedoch, dass auf Blu-ray Discs das Videomaterial mit dem deutlich engeren Farbraum BT.709 aufgezeichnet ist. Daher profitieren BrilliantColor-Projektoren, die Blu-ray Filme wiedergeben sollen, zunächst gar nicht vom erweiterten Farbraum. Um den erweiterten Farbraum zu nutzen, verwenden daher die Projektorhersteller Algorithmen, die die Farben des BT.709 auf einen größeren Farbraum abbilden. Dies führt in der Regel zu kräftigeren Farben, insbesondere bei den Sekundärfarben Cyan, Gelb und Magenta, birgt aber das Risiko einer unnatürlichen Farbdarstellung („Wild gamut“), die zudem von den Absichten des Regisseurs eines Films abweichen kann (der bei der Umwandlung von Film auf Blu-ray ja bereits auch Kompromisse hinsichtlich der Farbdarstellung eingehen musste). Im Digitalkino werden die Filme daher mit einem erheblich weiteren, von der Digital Cinema Initiative definierten Farbraum (DCI/P3) kodiert.
Eine weitere Technik zur Erweiterung von Farbraum und Kontrast stellt die dynamische Regelung der Projektionslampe dar. Diese Regelung erfolgt pro Farbradsegment und gestattet damit ein individuelles Herauf- und Herunterregeln der Helligkeit jeder der verwendeten Farben im Farbrad, zusätzlich zu der durch die Spiegeloszillationen festgelegten Helligkeit. Die Technik wird von Osram unter der Bezeichnung „UniShape“, bzw. von Philips als „VIDI“ vermarktet.
Bei einzelnen Projektoren lässt sich das Farbrad vom Endanwender gegen eines mit einer anderen Farbbelegung austauschen, was einen flexibleren Einsatz gestattet.

### Drei-Chip-Technik
In einem Projektor in Drei-Chip-Technik wird das Licht nach der Lampe mit dichroitischen Spiegeln in die drei Grundfarben Rot, Grün und Blau zerlegt und einzeln auf drei DMD-Chips verteilt. Die jeweilige Teilreflexion der einzelnen DMDs wird in einem sogenannten dichroitischen Prisma, das zwei gekreuzte dichroitische Spiegel enthält, wieder zum kompletten Farbbild addiert.
Der Regenbogeneffekt kann bei diesen Modellen nicht auftreten. Aufgrund des gegenüber Ein-Chip-Modellen wesentlich höheren Preises werden diese Geräte wegen ihrer hohen Farbtreue vor allem in Filmstudios, Kinos und anderen farbkritischen Anwendungen eingesetzt. Nachteilig ist aber, dass das Bild nur noch aus drei Einzelfarben zusammengesetzt wird. Bei Farbrädern kann jeder Hersteller selbst entscheiden, welche Segmente welche Farbe erhalten. Somit kann man auch Offset-Farben projizieren. Anfang 2012 wurde erstmals ein Drei-Chip-Projektor für Kinos demonstriert, bei dem die Beleuchtung nicht mittels Lampen, sondern durch drei Laser durchgeführt wird. Mit diesem Ansatz kann ein helleres Bild erzeugt werden. Als weitere Vorteile werden Verbesserungen bei der Schärfe (wohl wegen Wegfall schräger Strahlen), Kontrast (Wegfall von Streulicht) und Farbumfang (reinere Grundfarben bei Lasern) angegeben. Eine Markteinführung könnte bis 2015 stattfinden, wobei derzeit die Kosten für Kinobetreiber noch zu hoch sind und regulatorische Probleme sowie Probleme mit „Sprenkeln“ im Bild zu lösen sind.

## Vor- und Nachteile / Artefakte
Dank des direkteren Lichtweges im Vergleich zur LCD-Technik und der fehlenden Polarisation des Lichts werden höhere Ausgangslichtleistungen erreicht als bei einem LCD-Projektor. Vergleicht man das Bild eines DLP-Projektors mit dem eines LCD-Projektors, fällt einem die weichere Rasterung des Bildes auf, was sich positiv auf den Eindruck auswirkt. Dank des großen Neigungswinkels der Mikrospiegel werden hohe Kontrastwerte erzielt. Zudem schaltet die DLP-Technik im Bereich von Mikrosekunden, sodass Nachzieheffekte vermieden werden. Dies macht sich vor allem im Stereo-3D-Betrieb bemerkbar, bei dem dank der schnellen Umschaltung keine „Geisterbilder“ (Übersprechen zwischen linkem und rechtem 3D-Bild) erzeugt werden.
In dunklen Bildbereichen können DLP-Projektoren ein Rauschen zeigen, das „wie ein feiner Fliegenschwarm“ wirkt, und das durch unterschiedliche zeitliche Ansteuerung der einzelnen Spiegel verursacht wird.
Ältere Ein-DMD-Chip-Projektoren zeigen an kontrastreichen Übergängen (meist schwarz-weiß) aber einen Regenbogeneffekt, vor allem wenn sich die Bilder rasch ändern oder die Augen rasch über das Bild schweifen. Dabei werden die Grundfarben des Farbrades an den Konturen des Objekts sichtbar, was auf viele Betrachter sehr störend wirken kann. Diesen Effekt kann man noch deutlicher erkennen, wenn man seine Hand in den Strahlengang streckt, die Finger spreizt und hin- und herbewegt.
Die Hersteller versuchen diesen Effekt dadurch zu reduzieren, dass Farbräder mit mehr als drei Segmenten beziehungsweise mit höherer Drehzahl verwendet werden. Geräte, die anstelle eines Farbrads drei Sätze verschiedenfarbiger LEDs verwenden, sollten aufgrund der bei LEDs möglichen höheren Schaltgeschwindigkeit zum Farbwechseln keinen Regenbogeneffekt mehr zeigen. Ein Test im Jahre 2011 zeigte allerdings bei einer Reihe von LED-DLP-Projektoren immer noch „deutlich wahrzunehmende“ Regenbogeneffekte.
Bei 3D-Projektoren (die die Bilder für das linke und das rechte Auge abwechselnd hintereinander projizieren) ist die Fähigkeit zum schnelleren Umschalten zwischen Bildern im Vergleich zu LCD- und LCoS-Projektoren von Vorteil, da damit ein Übersprechen der Bilder (wobei ein Auge zumindest einen Teil des Bildes sieht, das für das andere Auge bestimmt ist) vermieden werden kann. Übersprechen kann allerdings immer noch durch die verwendeten Shutter-Brillen auftreten.

## Lebensdauer
Im Gegensatz zu der LCD-Technik sind die DLP-Projektoren weniger bis gar nicht von verblassenden und einbrennenden Farben betroffen. Das Farbrad, das sich ständig während der Projektion dreht, hat eine Standzeit von ca. 20.000 Stunden – dies jedoch nicht, weil die Farben verblassen, sondern aufgrund der Motoren, deren Lebensdauer durch die Lager begrenzt sind. Hingegen nimmt die Farbbrillanz bei LCD-Projektoren schneller ab, so dass sie schon nach etwa 5.000 Stunden als verbraucht gelten. Dadurch, dass eine geringere Lichtstärke benötigt wird, besitzen auch die Leuchtmittel der DLP-Projektoren eine Lebensdauer von bis zu 6.000 Stunden, nach denen sie ausgewechselt werden müssen. Je nach Beamer-Hersteller ist eine Häufung von „toten Pixeln“ nach wenigen tausend Betriebsstunden zu sehen.